# Provincia Germán Busch
La provincia Germán Busch es una provincia del este de Bolivia ubicada en el departamento de Santa Cruz, y su capital es la ciudad de Puerto Suárez. Su territorio está caracterizado por encontrarse ubicado casi en su totalidad en el Pantanal Boliviano, uno de los mayores humedales del mundo.

## Toponimia
El nombre le fue dado en honor al héroe de la Guerra del Chaco y presidente de Bolivia, Germán Busch Becerra.

## Historia
El 1 de junio de 1875, el gobierno de Bolivia, durante la presidencia de Tomás Frías, le otorgó tierras y concesiones al señor Miguel Suárez Arana por 40 años. A cambio, Miguel Suárez debía construir una carretera de la ciudad de Santa Cruz de la Sierra hasta la laguna Cáceres, y otra carretera desde Lagunillas hasta Santiago de Chiquitos, además de fundar un puerto sobre el río Paraguay dotado de muelle, aduana y fortín. Fue así que, habiendo llegado a orillas de la laguna Cáceres, Miguel Suárez fundó el puerto denominado Puerto Suárez el 10 de noviembre de 1875. En ese entonces, el puerto se encontraba dentro de la provincia Chiquitos.
La Provincia de Germán Busch fue creada mediante la Ley N.º 672 del 30 de noviembre de 1984 durante el segundo gobierno de Hernán Siles Suazo, en parte de los territorios originales de las provincias Ángel Sandoval y Chiquitos, del departamento de Santa Cruz.
La provincia estaba compuesta de dos municipios, Puerto Suárez y Puerto Quijarro, hasta que el 23 de septiembre de 1999 fue creado el municipio de El Carmen Rivero Tórrez durante el gobierno de Hugo Bánzer.

## Geografía

### Ubicación
Se encuentra ubicada en la región del pantanal boliviano al sureste del departamento de Santa Cruz. Limita al norte con la provincia Ángel Sandóval, al oeste con las provincias de Chiquitos y Cordillera, al sur con la República del Paraguay, y al este con la República Federativa del Brasil.

### Relieve
Orográficamente la provincia está formada por llanura aluvionales, donde sobresalen numerosas serranías compuestas por rocas calizas de entre 500 a 1000 millones de años, pertenecientes al Precámbrico y al Cámbrico. Entre estas elevaciones sobresale el Cerro Mutún con una altura de 776 m s. n. m., con el mayor yacimiento de hierro del mundo con más de 40.000 millones de toneladas del mineral. La provincia también posee el punto más bajo de Bolivia, con 90 m s. n. m., a orillas del río Paraguay.
Integra dos de los ecosistemas más variados del mundo el Pantanal Amazónico y el Bosque Chiquitano. El territorio está surcado por un gran número de ríos de los cuales el más importante es el río Paraguay y además de una zona anegada o inundada el pantanal boliviano, además de este los bañados de Otuquis y Tucavaca entre los cuales se encuentran hermosas lagunas como la laguna Cáceres, laguna Mandioré y la laguna La Gaiba
La provincia tiene una superficie de 24.765 km cuadrados.

## Estructura
La provincia de Germán Busch está dividida administrativamente en tres municipios:
- Puerto Suárez
- Puerto Quijarro
- El Carmen Rivero Tórrez

## Demografía
De acuerdo con el censo boliviano de 2024, la población de la provincia de Germán Busch es de 43 935 habitantes.
La población de la provincia ha aumentado en casi tres cuartas partes en las últimas tres décadas:
| Año  | Habitantes | Fuente |
| ---- | ---------- | ------ |
| 1992 | 25 426     | Censo  |
| 2001 | 33 006     | Censo  |
| 2012 | 42 830     | Censo  |
| 2024 | 43 935     | Censo  |

La mayoría étnica son de origen chiquitano con minorías de origen andinos, brasileños e inmigraciones europeas de principios del siglo pasado. 
La mayoría de la población se concentra en las zonas urbanas de Puerto Suárez-Suárez Arana con aproximadamente 15.000 habitantes, Puerto Quijarro-Arroyo Concepción con aproximadamente 15.000 habitantes y la localidad de El Carmen Rivero Torres, con aproximadamente 5.000 habitantes.
Por su condición de punto fronterizo se estima que por el punto fronterizo Puerto Quijarro-Bolivia y Corumbá-Brasil, anualmente existe un tráfico fronterizo de aproximadamente 500.000 personas de migrantes bolivianos que viajan a trabajar hacía el Brasil y de migrantes brasileros de estudiantes hacía universidades de Bolivia.
La densidad de población de la provincia es de 1,5 hab./km², con una tasa de crecimiento de 3,4% anual.

## Economía

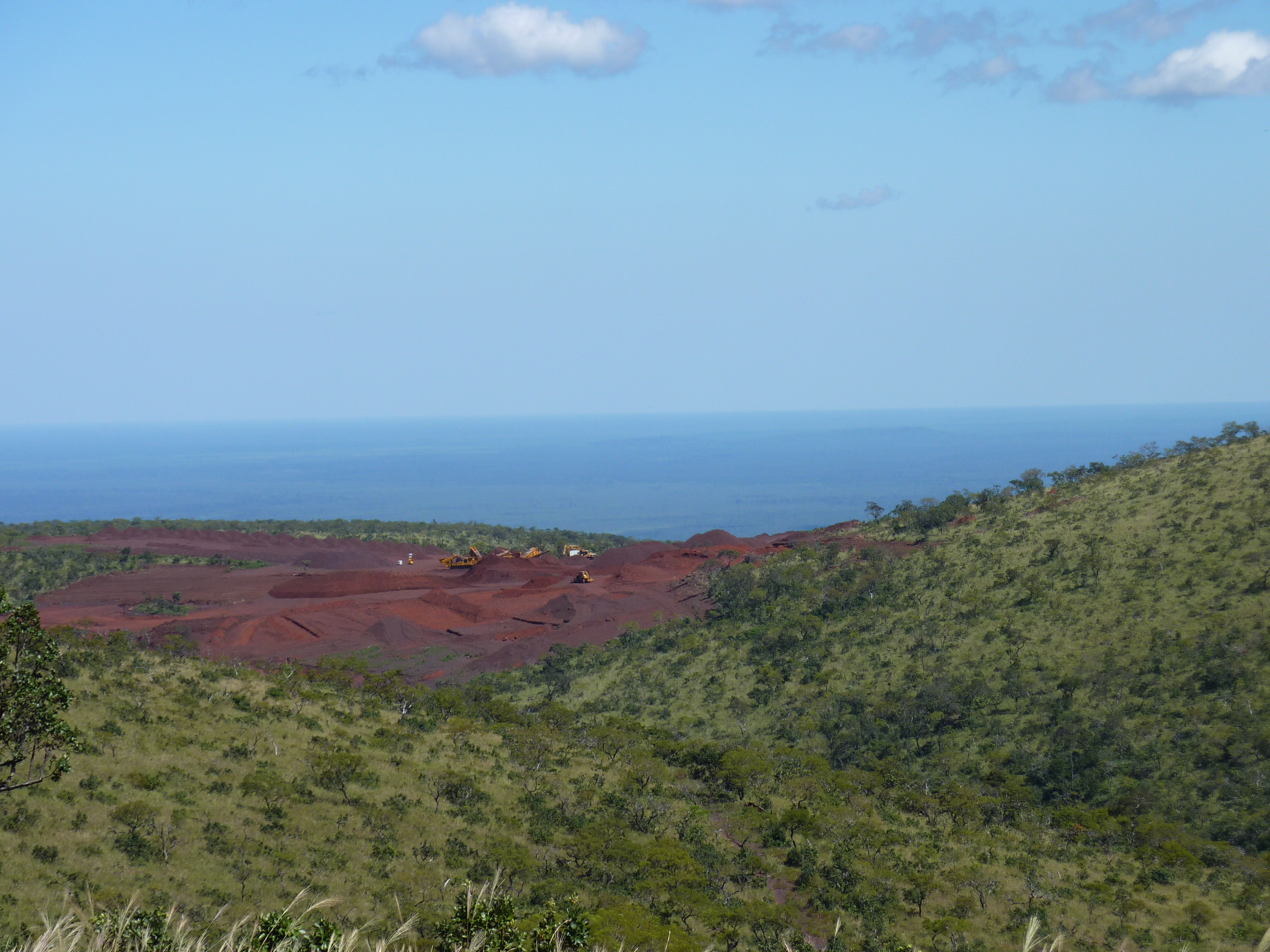
Vista del Cerro Mutún, con uno de los yacimientos más grandes de hierro del mundo.

La economía de la provincia se basa principalmente en la ganadería, la exportación de la agroindustria y en la extracción de minerales de la cual se extrae principalmente hierro, manganeso concentrados principalmente en el yacimiento del Mutún y gemas preciosas como la bolivianita, Ayoreita, Anahita, Amatista, cuyas minas están próximas a la laguna Mandioré y La Gaiba, únicas en el mundo por sus características como es la fusión única de la Amatista con el Citrino que dan lugar a la Bolivianita por ejemplo y muchas otras más además existen en la región una gran cantidad de otros minerales.
Además, por su territorio se consolida el Corredor Bioceánico Santos-Arica, una carretera que conecta los puertos del norte chileno con el puerto de Santos en Brásil pasando a lo largo por Bolivia, lo que ha dinamizado el sector de logísticas de exportación e importación, por lo que el comercio tiene gran relevancia en esta frontera.
También, se encuentran los mayores puertos fluviales de Bolivia como es el caso del Puerto Busch, el cual en un futuro se convertirá en el más moderno puerto de Bolivia y por el cual se exportara la materia prima del país hacia el exterior por medio del río Paraguay, actualmente Puerto Aguirre está consolidado como el mayor puerto exportador e importador de departamento, la empresa Gravetal S.A. también cuenta con su propio puerto de exportación de granos consolidándose como la empresa más importante de su rubro en el país.
Además cuenta con un gran potencial turístico como es el caso del Pantanal, lagunas cristalinas, la amazonía, así como la biodiversidad que hay en ella y la cultura regional, este sector en futuro contribuirá a la economía regional para un mayor porvenir.
Anteriormente la empresa India Jindal Steel Powers estaba desarrollando el mayor emprendimiento minero en la región, específicamente en el Mutún, el mayor yacimiento de hierro del mundo, con el fin de convertir a Bolivia en uno de los mayores productores de este mineral. Al 2020, la estatal Empresa Siderúrgica del Mutún, junto con la empresa china Sinosteel se encargan de construir la planta siderúrgica Mutún, que tendrá una producción estimada de 194 mil toneladas de acero de construcción.